# HVV 't Gooi in het seizoen 1958/59
Het seizoen 1958/1959 was het vierde jaar in het bestaan van de Hilversumse betaaldvoetbalclub 't Gooi. De club kwam uit in de Tweede divisie A en eindigde daarin op de eerste plaats, dit betekende dat de club rechtstreeks promoveerde naar de Eerste divisie. Tevens deed de club mee aan het toernooi om de KNVB beker, hierin werd de club in de eerste ronde uitgeschakeld door EMM (0–2).

## Wedstrijdstatistieken

### Tweede divisie A
|       | Baronie | DHC   | DOSKO | EBOH  | EDO   | Hilversum | LONGA | ONA   | UVS   | De Valk | Velox | Wilhelmina | Xerxes | Zeist |
| ----- | ------- | ----- | ----- | ----- | ----- | --------- | ----- | ----- | ----- | ------- | ----- | ---------- | ------ | ----- |
| Thuis | 2 – 3   | 1 – 1 | 7 – 0 | 0 – 1 | 2 – 0 | 0 – 2     | 6 – 3 | 4 – 0 | 3 – 1 | 3 – 0   | 1 – 0 | 3 – 1      | 9 – 2  | 6 – 1 |
| Uit   | 1 – 5   | 2 – 0 | 0 – 1 | 3 – 3 | 1 – 3 | 1 – 0     | 1 – 2 | 1 – 3 | 2 – 2 | 4 – 2   | 2 – 5 | 2 – 3      | 1 – 4  | 1 – 4 |

### KNVB beker
| 1e ronde                                                | 't Gooi | 0 – 2 | EMM         |
| 1 januari 1959 Plaats: Hilversum Gemeentelijk Sportpark |         |       | Niet bekend |

## Statistieken 't Gooi 1958/1959

### Eindstand 't Gooi in de Nederlandse Tweede divisie A 1958 / 1959
| Stand | Gespeeld | Gewonnen | Gelijk | Verloren | Punten | Doelpunten voor | Doelpunten tegen |
| ----- | -------- | -------- | ------ | -------- | ------ | --------------- | ---------------- |
| 1e    | 28       | 19       | 3      | 6        | 41     | 84              | 37               |

### Topscorers
| #      | Naam                 | Goal |
| ------ | -------------------- | ---- |
| 1.     | Piet Burgers         | 30   |
| 2.     | Theo Buenen          | 15   |
| 2.     | Henk de Zoete        | 15   |
| 4.     | Cees van Wilpen      | 8    |
| 5.     | Henk de Jong         | 5    |
| 6.     | Jan Karhof           | 3    |
| 6.     | Joop Klinkenberg     | 3    |
| 6.     | Gerard Tenniglo      | 3    |
| 9.     | Barend van Gardingen | 1    |
| 9.     | Henk Waterman        | 1    |
| Totaal | Totaal               | 84   |

| #      | Naam        | Goal |
| ------ | ----------- | ---- |
| –      | Geen speler | 0    |
| Totaal | Totaal      | 0    |